# 巴尔 (卢瓦尔省)
巴尔（法語：Bard，法語發音：[baʁ]）是法国卢瓦尔省的一个市镇，位于该省西部偏南，属于蒙布里松区。

## 地理
巴尔（45°35'15"N, 4°0'41"E）面积13.78 平方千米，位于法国奥弗涅-罗讷-阿尔卑斯大区卢瓦尔省，该省份为法国中南部省份，北起顺时针与索恩-卢瓦尔省、罗讷省、伊泽尔省、阿尔代什省、上盧瓦爾省、多姆山省和阿列省接壤。
与巴尔接壤的市镇（或旧市镇、城区）包括：福雷地区韦里耶尔、圣昂泰姆、埃科泰洛尔姆、埃塞蒂讷-昂沙泰尔讷夫、莱里尼厄、蒙布里松。

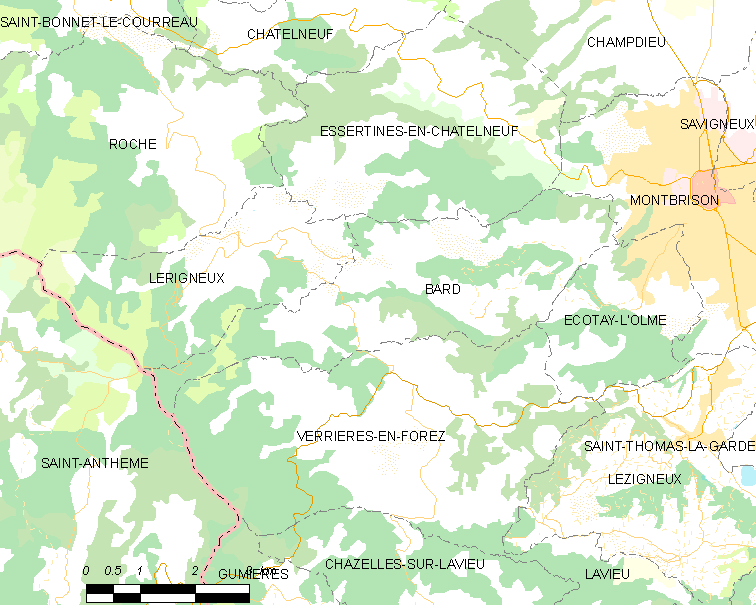
的OSM定位图

巴尔的时区为UTC+01:00、UTC+02:00（夏令时）。

## 行政
巴尔的邮政编码为42600，INSEE市镇编码为42012。

## 政治
巴尔所属的省级选区为蒙布里松县。

## 人口

1962-2008年间人口变化图示

巴尔于2022年1月1日时的人口数量为686人。